# Virtueel Platform
Virtueel Platform was tot 2013 het Nederlands sectorinstituut voor E-cultuur. Het richtte zich op organisaties en mensen die werkzaam zijn binnen de kunst- en cultuursector, de overheid, onderwijs, fondsen en de creatieve industrie. Virtueel Platform was een onafhankelijke stichting die werd gesubsidieerd door het Ministerie van Onderwijs, Cultuur en Wetenschappen. In 2013 is de organisatie opgegaan in Het Nieuwe Instituut
Speerpunten van Virtueel Platform waren onder andere:
- educatie, informatie en reflectie;
- E-cultuur als erfgoed;
- documentatie en archivering van E-cultuur;
- gesprekspartner in (inter)nationale gesprekken in de e-cultuursector.

Na 2013 ging Virtueel Platform door in een nieuw instituut samen met Premsela, Nederlands instituut voor Design en Mode en het Nederlands Architectuurinstituut (NAi). 
Virtueel Platform was gevestigd op het Damrak te Amsterdam.